# Xenimpia opala
Xenimpia opala là một loài bướm đêm trong họ Geometridae.